# Methylnonafluor-iso-butylether
Methylnonafluor-iso-butylether ist eine chemische Verbindung aus der Gruppe der per- und polyfluorierten Alkylverbindungen (PFAS).

## Verwendung
Laut Angaben der chemischen Industrie handelt es sich bei Methylnonafluor-iso-butylether um eine von 256 PFAS mit kommerzieller Relevanz aus der OECD-Liste von 4730 PFAS. Die Verbindung wird als Lösemittel, in der Halbleiter- und Elektronikindustrie, in der Erdölgewinnung, in der Automobilindustrie, in Reinigungsmitteln, als Schmiermittel, in Kosmetika und zum Sichtbarmachen von Fingerabdrücken verwendet.
Methylnonafluor-iso-butylether wird im Gemisch mit Methylnonafluor-n-butylether als Kältemittel (R-7100) eingesetzt.